# Simone Andreetta
Simone Andreetta (Vittorio Veneto, 30 de agosto de 1993) es un ciclista italiano que fue profesional entre 2015 y 2018.

## Palmarés
2014 (como amateur)
- Giro del Belvedere
- 1 etapa del Giro del Friuli Venezia Giulia

## Resultados en Grandes Vueltas
| Carrera | Carrera         | 2015 | 2016  | 2017  | 2018  |
| ------- | --------------- | ---- | ----- | ----- | ----- |
|         | Giro de Italia  | —    | 141.º | 156.º | 125.º |
|         | Tour de Francia | —    | —     | —     | —     |
|         | Vuelta a España | —    | —     | —     | —     |

—: no participa

Ab.: abandono